# Лички Читлук
Лички Читлук је насељено мјесто у Лици. Припада граду Госпићу, у Личко-сењској жупанији, Република Хрватска.

## Географија
Лички Читлук се граничи на истоку са Почитељем, на сјеверозападу се налази Дивосело, сјеверно је насеље Орнице, а јужно је Велебит. Лички Читлук је удаљен од Госпића 10 km.

## Историја

### Усташки злочин у Читлуку
Усташе су у Читлуку 5. августа 1941. године заклале 48 Срба. Истога дана усташе су у ували Крушковачи подно Велебита ножевима убиле 256 српских избјеглица из Дивосела, Читлука и Орница. На дан 8. августа 1941. усташе су у српској цркви Светог Архангела у Шибуљини ножевима и мацолама убиле 66 српских избјеглица из Дивосела и Читлука.

### Република Српска Крајина
Лички Читлук се од распада Југославије до септембра 1993. године налазио у Републици Српској Крајини.

## Становништво
Према попису из 1991. године, насеље Лички Читлук је имало 129 становника, међу којима је било 120 Срба, 3 Хрвата и 6 Југословена. Према попису становништва из 2001. године, Лички Читлук је имао свега 5 становника, док је према попису из 2011. број становника смањен на 4. До 1921. године, насеље је у пописима исказивано као Читлук.
| Националност       | 1991. | 1981. | 1971. | 1961. |
| Срби               | 120   | 127   | 219   | 275   |
| Југословени        | 6     | 19    | 14    |       |
| Хрвати             | 3     | 3     | 3     | 4     |
| остали и непознато |       |       |       |       |
| Укупно             | 129   | 149   | 236   | 279   |

| Демографија | Демографија | Демографија |
| Година      | Становника  | Становника  |
| ----------- | ----------- | ----------- |
| 1961.       | 279         |             |
| 1971.       | 236         |             |
| 1981.       | 149         |             |
| 1991.       | 129         |             |
| 2001.       | 5           |             |
| 2011.       |             | 4           |